# The Day the Earth Stood Still (película de 1951)
Para la adaptación de 2008, véase The Day the Earth Stood Still (película de 2008)
Para el EP del Aviador Dro, véase Ultimatum a la Tierra (EP)
The Day the Earth Stood Still (conocida como Ultimátum a la Tierra en España, El día que la Tierra se detuvo en Colombia y El día que paralizaron la Tierra en Argentina, Uruguay y Venezuela) es una película estadounidense de 1951 del género de ciencia ficción dirigida por Robert Wise y con Michael Rennie, Patricia Neal, Sam Jaffe, Billy Gray, Hugh Marlowe y Lock Martin en los papeles principales. Está basada en el cuento de Harry Bates El amo ha muerto (Farewell to the Master, 1940). Junto con La guerra de los mundos (1953), Forbidden Planet (1956) y 2001: A Space Odyssey (1968), es una de las obras de ciencia ficción espacial más influyentes de la era dorada de Hollywood.
The Day the Earth Stood Still fue galardonada con el premio Globo de Oro en 1952, a la mejor película promotora del entendimiento internacional. Tanto esta película como The Thing from Another World (1951) provocaron un interés creciente por el cine de ciencia ficcón a lo largo de la década de 1950, influenciando en películas como Invasion of the Body Snatchers (1956).
Está preservada en el Registro Nacional de Filmes (National Film Registry) de la Biblioteca del Congreso de Estados Unidos, por ser considerada «cultural, histórica, o estéticamente significativa».
Forma parte del AFI's 10 Top 10 en la categoría de "Películas de ciencia ficción".

## Contexto histórico
En el contexto de la Guerra Fría, Hollywood se impuso la tarea de alertar al ciudadano medio de los peligros del comunismo, lo que cinematográficamente se tradujo en la producción de docenas de thrillers y melodramas poblados de espías soviéticos o de traidores estadounidenses, y de un no menor número de películas en las que la amenaza roja llegaba a la Tierra en forma de marcianos, selenitas o cualquier otro habitante del sistema solar dotado de la suficiente capacidad tecnológica y militar como para acabar con el estilo de vida estadounidense. En medio de esta tendencia ideológica surgió The Day the Earth Stood Still, producción con la que el director Robert Wise se opondría a la tendencia de la época para emitir un discurso pacifista.

## Argumento
La historia comienza en Washington D. C. cuando el Ejército y la Fuerza Aérea de Estados Unidos detectan un objeto no identificado (OVNI) volando a una velocidad vertiginosa. Informan por radio y televisión, y el pánico se desata entre los ciudadanos, cuando una nave aterriza en un parque.

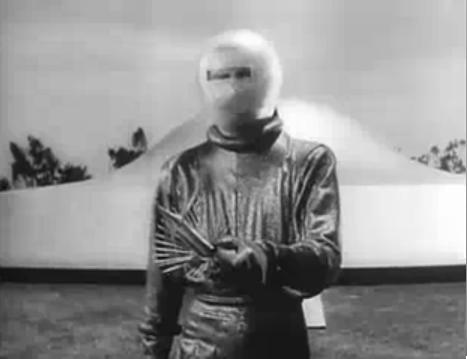
Klaatu con su traje espacial.

Del interior de la nave surge una figura antropomorfa vestida con una ropa de apariencia metálica, y tras él sale un robot de tres metros de altura llamado Gort (Lock Martin). Los soldados, alertados del encuentro, se arman y preparan para un posible ataque por parte del extraterrestre. La situación se pone tensa cuando el visitante realiza movimientos con un objeto similar a un revólver, siendo herido por un soldado nervioso. Esto conlleva que el robot comience a destruir las armas de los humanos con un rayo óptico. Tan pronto el visitante se recupera, detiene a su robot, y en un inglés perfecto, señala que el objeto sospechoso destruido solo era un regalo para su presidente, y solicita hablar con los líderes mundiales, presentándose como Klaatu (Michael Rennie).
El extraterrestre es llevado a un hospital cercano, donde es examinado minuciosamente, resultando ser exactamente igual a un humano. Klaatu se reúne con el secretario del Presidente, el Sr. Harley, (Frank Conroy) y revela que tiene un mensaje que todos los habitantes de la Tierra deben escuchar. Lamentablemente, Harley observa que los líderes mundiales no pueden ni siquiera ponerse de acuerdo sobre un lugar de encuentro para esa ocasión. Cuando Klaatu sugiere vivir entre la gente para conocerla mejor, Harley le informa que se encuentra en custodia de protección, en otras palabras, prisionero. Klaatu logra escapar del hospital, y como nadie lo reconoce, se mueve a sus anchas por Washington D. C., usando el alias de Sr. Carpenter, el nombre de la lavandería de la cual había sustraído el traje que llevaba, hasta llegar a un sencillo hotel. Es aceptado, y se hace amigo del hijo de una viuda llamada Helen Benson (Patricia Neal) que vive en la casa. El niño, llamado Bobby (Billy Gray), tiene unos ocho o diez años, y había perdido a su padre en la Segunda Guerra Mundial.
Un día, cuando la madre de Bobby sale a cenar con su novio Tom Stevens (Hugh Marlowe), Bobby y Klaatu dan un paseo por la ciudad y visitan la casa de un genio matemático muy famoso, el profesor Jacob Barnhardt (Sam Jaffe). El matemático no se encuentra allí, pero igual entran en la casa, y Klaatu soluciona una operación métrica que estaba escrita en una pizarra. De sorpresa llega la ama de llaves del profesor, y los echa de allí, pero Klaatu logra escribir su dirección en un cuadernillo del profesor. La mujer se dispone a borrar el resultado que ha escrito en la pizarra, pero Klaatu interviene y se lo impide. Al volver, el profesor, al ver sus cálculos modificados, manda a buscar a Klaatu/Carpenter.
Esa misma noche, mientras todos los habitantes de la pensión ven la televisión, llaman a la puerta, la dueña del local abre, y ve a dos hombres en la puerta. Ellos le preguntan por Carpenter, y lo llevan a la casa del profesor. 
El profesor, intrigado, comienza una conversación con el extraterrestre y pide a los hombres que se vayan. Acto seguido Klaatu le confiesa su secreto: es un extraterrestre y ha venido a la Tierra para impedir que los terrestres inventen armas nucleares más poderosas que la bomba atómica, con lo que llegarían a suponer tal amenaza para el resto de los planetas habitados que estos se verían obligados a destruir la Tierra. Para confirmar su misión, como advertencia, haría algo muy llamativo, pero sin dañar a los humanos. Se coordina una reunión con los mejores científicos del mundo, ya que había sido imposible reunir a sus gobernantes.

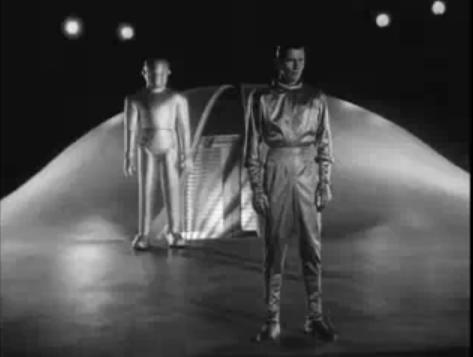
Klaatu dirigiéndose a los científicos, con Gort a sus espaldas.

Una noche, Klaatu le pide una linterna a Bobby, y sale de la casa. El chiquillo le sigue, sin que el extraterrestre se entere, y llegan hasta el parque donde la nave extraterrestre había aterrizado. Alrededor de ella se había construido una pared. El robot, fabricado con un metal desconocido en la Tierra, que había quedado inmóvil al salir de la nave, sigue allí. Klaatu, a través de una ventanita en la pared, comienza a proyectar señas con la linterna al robot. De pronto éste comienza a moverse y derriba a varios guardias que estaban en la entrada del recinto. Entonces Klaatu y el robot entran a la nave, y comienzan a activar palancas, con lo que provocan que a las 12:00 del día siguiente, toda la electricidad del mundo (excepto los sistemas vitales) se suspenda: coches, trenes, barcos, electrodomésticos, semáforos, todo lo que funcione con electricidad; este fenómeno duraría exactamente media hora. Transcurrido ese lapso, todo volvería a la normalidad.
Bobby regresa a su casa y le cuenta a su madre y al novio de ella lo que ha visto. Al día siguiente ocurre efectivamente el apagón mundial y comienza también la persecución de Klaatu, denunciado por el novio. Klaatu decide tomar un taxi junto a la madre de Bobby, en dirección a la casa del matemático, para buscar una solución, pero en la fuga es herido de muerte. En su agonía logra dar instrucciones para que Helen se encuentre con Gort y le da una clave (Klaatu barada nikto). Helen repite la clave y Gort lleva el cadáver de Klaatu a la nave y se encarga de resucitar a Klaatu, que finalmente vuelve a aparecer y deja un mensaje para que la gente comprenda el significado de su visita, abandonando la Tierra.

## Reparto
- Michael Rennie ... Klaatu
- Patricia Neal ... Helen Benson
- Hugh Marlowe ... Tom Stevens
- Sam Jaffe ... Profesor Jacob Barnhardt
- Billy Gray ... Bobby Benson
- Frances Bavier ... Sra. Barley
- Lock Martin ... Gort

## Premios
- 1952: Globo de oro honorífico a la mejor película que promoviera el entendimiento internacional.
- 1995: incluida en el National Film Registry, creado para la preservación de filmes notables.
- 2000: Selección Chlotrudis: 136.º puesto en las mejores películas del siglo XX.

## Adaptación del 2008
En el año 2008 se hizo una adaptación titulada del mismo modo, con la actuación de Keanu Reeves en el papel de Klaatu y Jennifer Connelly en el de Helen Benson.